# Polyplectropus sourya
Polyplectropus sourya är en nattsländeart som beskrevs av Schmid 1960. Polyplectropus sourya ingår i släktet Polyplectropus och familjen fångstnätnattsländor. Inga underarter finns listade i Catalogue of Life.